# BLONDE (노래)
〈BLONDE〉(블론드)는 일본의 여가수 나카모리 아키나(中森明菜)의 18번째 싱글로 1987년 6월 3일에 발매되었다. (EP: L-1754) 작사와 작곡은 영국계 송라이터 비두(Biddu)와 윈스턴 셀라(Winston Sela)가, 일본어 가사는 아소 게이코(
麻生圭子)가, 편곡은 나카무라 사토시(中村哲)가 담당하였다. B사이드곡은 〈청교도 (아미시)〉(清教徒（アーミッシュ） 세이쿄토 아미슈[*])로, 작사는 아키모토 야스시(秋元康)가, 작곡은 구보타 도시노부(久保田利伸)가, 편곡은 다케베 사토시(武部聡志)가 도맡았다. 이 곡의 원곡은 조금 뒤인 1987년 8월 25일에 발매된 정규 음반 《Cross My Palm》의 수록곡 〈THE LOOK THAT KILLS〉로 편곡 작업과 일본어의 가사를 덧붙여 완성한 곡이다. 1987년 6월 15일, 오리콘 주간 싱글 차트에 1위로 처음 올라온 이후 6월 22일까지 2주 연속 1위를 달성하였다. 차트 톱100을 총 17주간 지켰고, 1987년 오리콘 연간 싱글 차트 7위를 기록했다.
음악평론가 츠츠미 쇼지는 〈BLONDE〉와 원곡인 〈THE LOOK THAT KILLS〉를 비교해봤을 때, 〈BLONDE〉가 후크가 더 강한 것으로 바꾼것이며, 가수인 나카모리의 창법은 때로는 사랑스럽게, 때로는 애절하게, 그리고 때로는 강력하게 음역의 폭이 공격적으로 늘어났다고 평하였다.

## 수록곡
| #            | 제목                                            | 작사                                          | 작곡                | 편곡            | 재생 시간 |
| ------------ | ----------------------------------------------- | --------------------------------------------- | ------------------- | --------------- | --------- |
| 1.           | 〈〈BLONDE〉〉                                  | Biddu, Winston Sela 아소 게이코 (일본어 작사) | Biddu, Winston Sela | 나카무라 사토시 | 3:53      |
| 2.           | 〈〈청교도 (아미시)〉(清教徒（アーミッシュ）)〉 | 아키모토 야스시                               | 구보타 도시노부     | 다케베 사토시   | 3:44      |
| 총 재생 시간 | 총 재생 시간                                    | 총 재생 시간                                  | 총 재생 시간        | 총 재생 시간    | 7:37      |

## 수상
- 제20회 일본유선대상 - 유선음악상

## 발매 일정
| 버전                | 일정             | 레이블         | 포맷               |
| ------------------- | ---------------- | -------------- | ------------------ |
| 〈BLONDE〉          | 1987년 6월 3일   | 워너 뮤직 재팬 | EP (L-1754)        |
| 〈BLONDE〉 (재발매) | 1988년 6월 25일  | 워너 뮤직 재팬 | 8cmCD (10SL-148)   |
| 〈BLONDE〉 (재발매) | 1988년 12월 21일 | 워너 뮤직 재팬 | CT (10L5-4057)     |
| 〈BLONDE〉 (재발매) | 1998년 11월 26일 | 워너 뮤직 재팬 | 12cmCD (WPC6-8675) |
| 〈BLONDE〉 (재발매) | 2008년 11월 12일 | 워너 뮤직 재팬 | 디지털 다운로드    |